# 麥凱斯維爾 (喬治亞州)
麥凱斯維爾（英語：McCaysville）是一個位於美國喬治亞州范寧縣的城市。

## 地理
麥凱斯維爾的座標為34°58′54″N 84°22′13″W / 34.98167°N 84.37028°W，而該地的平均海拔高度為446米（即1463英尺）。

## 人口
根據2010年美國人口普查的數據，麥凱斯維爾的面積為4.15平方千米，當中陸地面積為4.02平方千米，而水域面積為0.13平方千米。當地共有人口1056人，而人口密度為每平方千米254.46人。